# شكيبي محمد جلبي
شكيبي محمد جلبي أو شكيبي محمد جلبي هو فلكي مسلم ورئيس المنجمين العثماني لمنجم باشي، تُوفي عام 1078هـ/1667م؛ لا يُعرَف عنه الكثير، ولكن وردَت سيرته مع عدة علماء فلكيين في زمانه، مثل الزغتفاري وأحمد منجم باشي.